# 메네스테우스

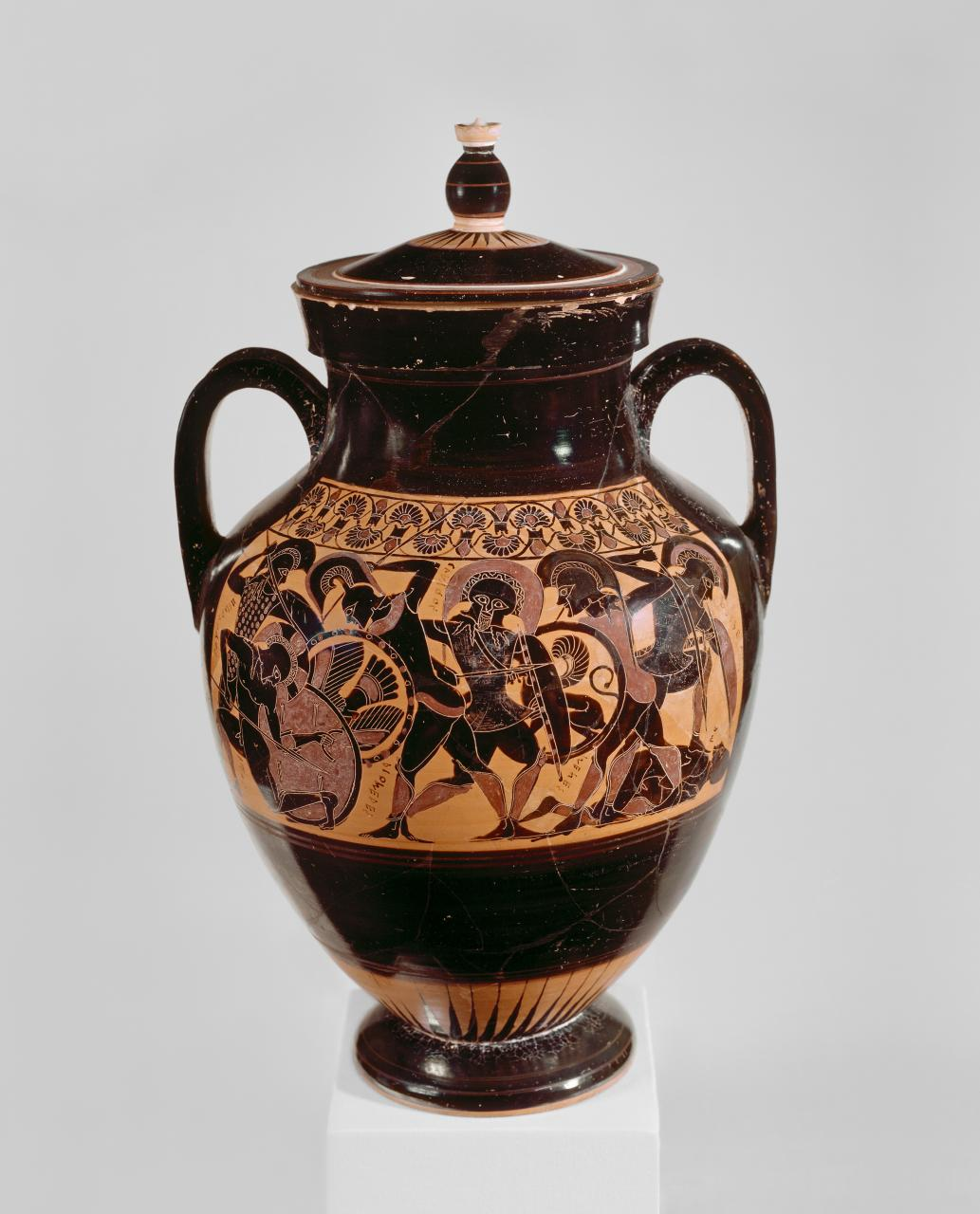

메네스테우스(Menestheus)는 고대 그리스 신화에 나오는 인물로 아테네의 제15대 국왕이었다. 페테우스의 아들이며 오르네우스의 손자이다. 신화에 의하면 에렉테우스의 증손이라 한다.

## 일화
아테네의 전설적인 왕으로 트로이 전쟁에 참가하였다. 그는 테세우스가 지하세계로 여행을 갔을 때 디오스쿠리에 의해 왕으로 설정되었다. 그가 돌아왔을 때 메네스테우스는 도시에서 탈출하였다. 그는 50척의 흑함을 거느리고 트로이아로 갔지만 그는 배후를 지켰다. 트로이아 전쟁 중에 죽었다고도 하고 다른 전설에는 트로이아가 약탈된 후에 그는 미마스로 갔다가 멜로스로 가서 왕이 되었다고도 한다.
| 전임 테세우스 | 제15대 아테나이의 왕 기원전 1181년 ~ 기원전 1147년 | 후임 데모폰 |